# Сугомак (озеро)
Сугома́к — озеро у подножья горы Сугомак рядом с городом Кыштым Челябинской области, в 90 км от Челябинска, 150 км от Екатеринбурга. Площадь озера 3,72 км². Глубина 3 м. Длина живописной береговой линии — около 15 км. Озеро Сугомак — одна из трёх составляющих территориально-природного комплекса Сугомак. Сугомак — озеро Сугомак, гора Сугомак и пещера Сугомак. Озеро является питьевым источником для города Кыштым. Высота над уровнем моря — 258 м.
На озере пять островов: Рыбачий, Малиновый, Охотничий, Утиный и Березовый, все они, особенно последний, являются местами отдыха кыштымцев и туристов.
Озеро питается от одноименной речки, берущей начало вблизи горы Захарова с высоты 545,63 м над уровнем моря. Берега, восточные и северные, чётко выраженные, сложены кристаллическими породами, покрыты сосновым лесом. Растительность: ольха, ивы, козья бередина, калужница, сосна и др.
На северном берегу озера Сугомак расположена Голая сопка — небольшая горка на 50 м над уровнем озера с крутыми скалистыми и заросшими растительностью склонами.
Озеро Сугомак является государственным памятником природы, в прибрежной полосе, вокруг озера, запрещается распашка земель, выпас скота; запрещается рубка леса; запрещается строительство. На озере можно услышать пение птиц: синиц, зарянок, трясогузок, чечёток, дроздов, ворон, дятлов, иволгу и кукушку. В озере водятся раки.
В непосредственной близости от озера проходит горный массив покрытый лесами, ближайшие — горы побратимы — Сугомак и Егоза. Рядом с озером находится памятник природы Сугомакская пещера.

## Данные водного реестра
Код объекта в государственном водном реестре — 14010500711111200007442.